# Elecciones parlamentarias de Macedonia de 1998
Las elecciones parlamentarias de Macedonia fueron realizadas el 18 de octubre de 1998, con una segunda vuelta realizada el 1 de noviembre. El VMRO-DPMNE se convirtió en el partido más grande, obteniendo 49 de los 120 escaños, y posteriormente formó un gobierno de coalición con Alternativa Democrática y el Partido Democrático de los Albaneses.

## Sistema electoral
Previo a las elecciones, se aprobó una nueva ley electoral, que reemplazó al sistema en el que 120 miembros de la Asamblea fuesen elegido en circunscripciones únicas, con uno en el que 35 son elegidos mediante la representación proporcional a nivel nacional, mientras que los 85 restantes son elegidos bajo circunscripciones únicas. En estas últimas, los candidatos tuvieron que recibir el 50% de los votos emitidos, y un 33% del número total de votantes registrados para ganar la primera vuelta. Si ningún candidato cumplía este requisito, se llevaba a cabo una segunda vuelta entre los dos candidatos que recibieron mayor cantidad de votos.
Fueron las únicas elecciones en utilizar  este sistema. Antes de que se realizaran las elecciones parlamentarias de 2002, fue reemplazado por un sistema en qué el país fue dividido en 6 circunscripciones, en donde se elegían 20 diputados en cada una de ellas, bajo el sistema de representación proporcional.

## Resultados
| Partido | PR        | PR   | Circunscripción | Circunscripción | Circunscripción | Circunscripción | Escaños |
| Partido | PR        | PR   | Primera vuelta  | Primera vuelta  | Segunda vuelta  | Segunda vuelta  | Escaños |
| Partido | Votos     | %    | Votos           | %               | Votos           | %               | Escaños |
| --- | --------- | ---- | --------------- | --------------- | --------------- | --------------- | ------- |
| VMRO-DPMNE | 312 669   | 28.1 | 6 927           | 0.6             | 8 195           | 1.1             | 11      |
| Unión Socialdemócrata de Macedonia                                                                                       | 279 799   | 25.1 | 278 766         | 24.9            | 273 193         | 35.1            | 27      |
| Partido por la Prosperidad Democrática–Partido Democrático de los Albaneses                                              | 214 360   | 19.3 | –               | –               | –               | –               | 8       |
| Alternativa Democrática                                                                                                  | 119 352   | 10.7 | 6 907           | 0.6             | –               | –               | 4       |
| Partido Liberal Democrático–Partido Democrático de Macedonia                                                             | 77 788    | 7.0  | 116 190         | 10.4            | 34 766          | 4.5             | 4       |
| SPM–PCERM–DPT–DPPRM–SDAM                                                                                                 | 52 284    | 4.7  | 10 962          | 1.0             | 3 679           | 0.5             | 0       |
| Partido Democrático de los Serbios en Macedonia                                                                          | 14 930    | 1.3  | 11 841          | 1,1             | –               | –               | 0       |
| VMRO-DOM | 11 577    | 1.0  | 3 167           | 0.3             | –               | –               | 0       |
| Partido de los Pensionados                                                                                               | 5 970     | 0.5  | 277             | 0.0             | –               | –               | 0       |
| MAAK-KP–MA–DP | 5 596     | 0.5  | 8 367           | 0.8             | –               | –               | 0       |
| VMRO-DP | 3 746     | 0.3  | 9 050           | 0,8             | –               | –               | 0       |
| Civil-Partido Liberal de Macedonia                                                                                       | 3 393     | 0.3  | 430             | 0.0             | –               | –               | 0       |
| Liga de Comunistas de Macedonia                                                                                          | 2 756     | 0.2  | 2 997           | 0.3             | –               | –               | 0       |
| Partido Socialista Cristiano de Macedonia                                                                                | 2 186     | 0.2  | 1 120           | 0.1             | –               | –               | 0       |
| Partido Comunista de Macedonia                                                                                           | 2 058     | 0.2  | 1 828           | 0.2             | –               | –               | 0       |
| Partido de los Trabajadores                                                                                              | 1 528     | 0.1  | 818             | 0.1             | –               | –               | 0       |
| VMRO-DPMNE/Alternativa Democrática                                                                                       | –         | –    | 369 615         | 33,1            | 373 001         | 47.9            | 47      |
| Partido por la Prosperidad Democrática                                                                                   | –         | –    | 132 430         | 11.8            | 18 153          | 2.3             | 10      |
| Partido Socialista de Macedonia                                                                                          | –         | –    | 60 542          | 5.4             | 12 534          | 1.6             | 1       |
| Partido Democrático de los Albaneses                                                                                     | –         | –    | 53 469          | 4.8             | 28 361          | 3.6             | 7       |
| Unión de Roma en Macedonia                                                                                               | –         | –    | 3 577           | 0.3             | 7 294           | 1.0             | 1       |
| Otros partidos | –         | –    | 4 235           | 0.4             | 1 602           | 0.2             | 0       |
| Independientes | 2 762     | 0.2  | 11 398          | 1.0             | 5 128           | 0.6             | 0       |
| Votos en blanco/nulos | 33 703    | –    | 27 946          | –               | 14 481          | –               | –       |
| Total | 1 146 457 | 100  | 1 146 335       | 100             | 793 674         | 100             | 120     |
| Participación electoral                                                                                                  | 1 572 976 | 72.9 | 1 572 976       | 72.9            | 1 142 926       | 69.4            | –       |
| Fuente: Nohlen & Stöver; Blagoja Nineski (2001) "Izborite, mediumite i partiite vo Makedonija 1990-2000", p. 64, 194-195 |           |      |                 |                 |                 |                 |         |